# Tournai-sur-Dive
Tournai-sur-Dive é uma comuna francesa na região administrativa da Normandia, no departamento Orne. Estende-se por uma área de 12,21 km². Em 2010 a comuna tinha 306 habitantes (densidade: 25,1 hab./km²).